# Scotland (Connecticut)
Scotland és una població dels Estats Units a l'estat de Connecticut. Segons el cens del 2005 tenia 1.699 habitants.

## Demografia
Segons el cens del 2000, Scotland tenia 1.556 habitants, 553 habitatges, i 425 famílies. La densitat de població era de 32,3 habitants/km².
Dels 553 habitatges en un 37,4% hi vivien nens de menys de 18 anys, en un 67,5% hi vivien parelles casades, en un 6,9% dones solteres, i en un 23% no eren unitats familiars. En el 15,7% dels habitatges hi vivien persones soles el 4,9% de les quals corresponia a persones de 65 anys o més que vivien soles. El nombre mitjà de persones vivint en cada habitatge era de 2,81 i el nombre mitjà de persones que vivien en cada família era de 3,16.
Per edats la població es repartia de la següent manera: un 28,2% tenia menys de 18 anys, un 5,9% entre 18 i 24, un 31,7% entre 25 i 44, un 25,3% de 45 a 60 i un 8,9% 65 anys o més.
L'edat mediana era de 37 anys. Per cada 100 dones de 18 o més anys hi havia 98 homes.
La renda mediana per habitatge era de 56.848 $ i la renda mediana per família de 60.147 $. Els homes tenien una renda mediana de 40.871 $ mentre que les dones 29.830 $. La renda per capita de la població era de 22.573 $. Aproximadament el 4% de les famílies i el 4,7% de la població estaven per davall del llindar de pobresa.